# Kajtár Márton
Kajtár Márton (Nagyatád, 1929. december 16. – Budapest, 1991. június 21.) magyar szerves kémikus, egyetemi tanár. A kiroptikai szerkezetvizsgálati módszer hazai meghonosítója, a középiskolai kémiaoktatás és az egyetemi kémiatanár-képzés megújítója, a kémiai tudomány elismert népszerűsítője.

## Életpályája

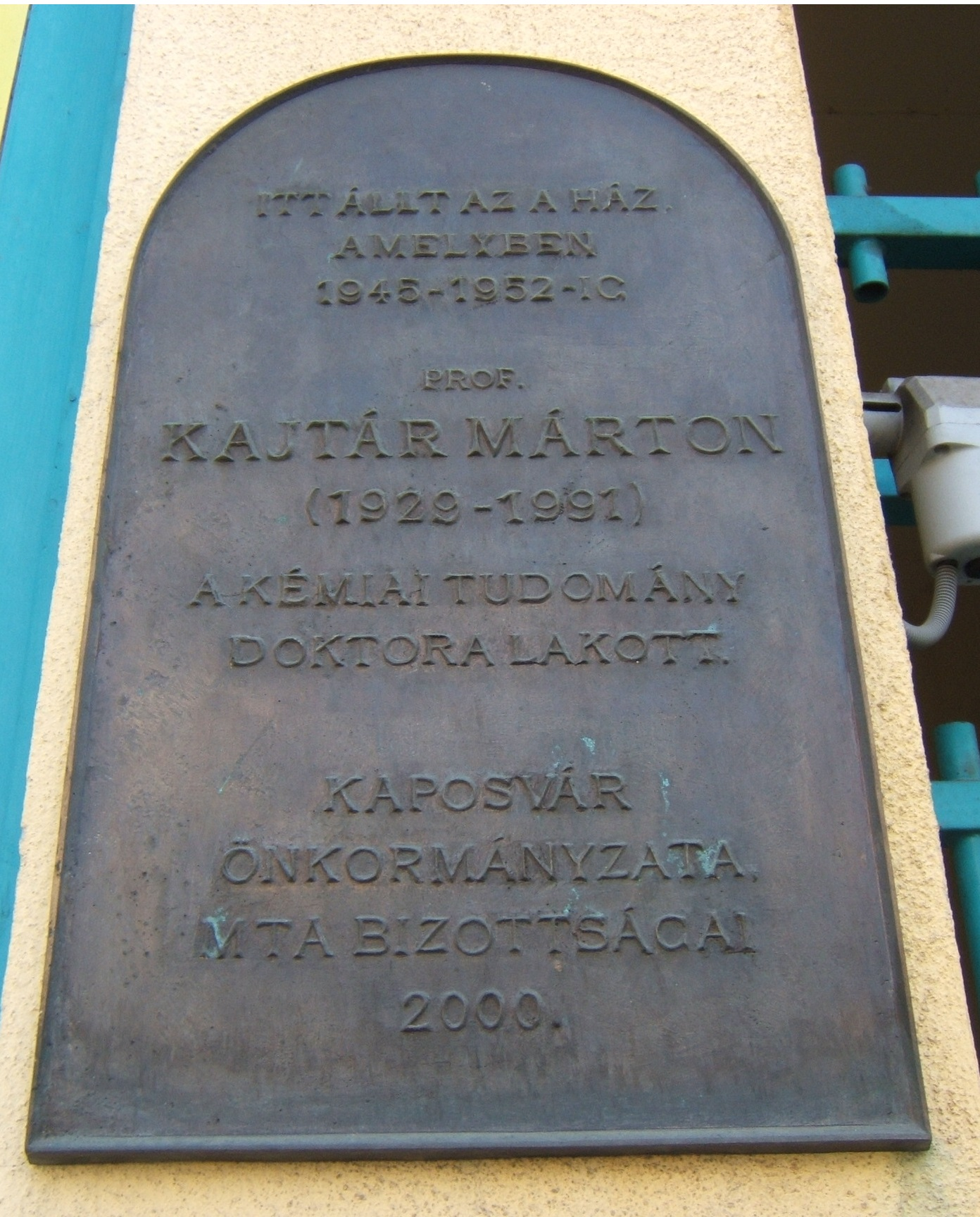
Emléktábla kaposvári házán

Középiskolai tanulmányait 1940-ben Kaposváron kezdte, a Dózsa utca 15-ös házon, ahol 1945 és 1952 között lakott, 2000-ben emléktáblát is avattak. 1944-től a Pannonhalmi Bencés Gimnázium és Kollégium diákjaként folytatta. A budapesti Eötvös Loránd Tudományegyetem vegyész szakán szerzett oklevelet (1952), ezt követően a szerves kémiai tanszéken kapott tanársegédi kinevezést, ahol negyven éven át dolgozott. Bruckner Győző tanítványaként doktorált peptidkémiából (1959), majd kandidátusi (1967), később akadémiai doktori fokozatot (1986) szerzett. Az egyetemen 1960-ban adjunktussá, 1969-ben docenssé, 1987-ben egyetemi tanárrá nevezték ki. 1970-ben Humboldt-ösztöndíjasként huzamosabb időt töltött Németországban. Itt mélyült el szakmai barátsága Günther Snatzke professzorral, ami jelentősen befolyásolta további szakmai tevékenységét: Kajtár Márton lett a hazai kiroptkai spektroszkópiai kutatások megindítója és vezetője.

## Családja
Édesapja hatgyerekes állatorvos, édesanyja tanárnő volt. 1956-ban nősült, felesége dr. Miklós Judit kémikus. Házasságukból két gyermek született, Márton fizikus-informatikus, Judit orvos. Unokája, Márton matematikus-informatikus.

## Munkássága
Fiatal asszisztensként az antrax-polipeptid szerkezetvizsgálatával és szintézisével foglalkozott. Érdeklődése később a peptidkémián belül egyre inkább a szerkezeti és sztereokémiai problémák felvetése és megoldása felé irányult, így 1956. után az ilyen jellegű kutatások irányítója és vezetője lett. Az 1970-es években az ELTE szerves kémiai tanszékén kiroptikai kutatólaboratórium létesült, ami lehetővé tette, hogy Kajtár Márton szinte minden magyar szerves kémiai kutatócsoporttal kooperációs kapcsolatot létesítsen sztereokémiai problémáik megoldására. Több mint száz idegen nyelvű dolgozata jelent meg, nagyrészt rangos külföldi folyóiratokban, nemzetközi konferenciákon előadóként és szervezőbizottsági tagként szerepelt. Érdemeiért 1986-ban Akadémiai Díjban részesült. A kiváló előadó Kajtár Márton vegyészi tevékenységénél fontosabbnak tartotta tanári munkáját. Széles körű tudása predesztinálta arra, hogy munkatársként vegyen részt Bruckner Győző professzor hatkötetes tankönyvének írásában, az ő nevéhez fűződnek a biokémiai és a kvantumkémiai vonatkozású fejezetek. Bruckner Győző halála után ő tartotta az egyetemen a természetes szénvegyületekről szóló főkollégiumot. A tanárjelölteknek tartott előadásai anyagát ötkötetes tankönyvpótló jegyzetben foglalta össze (1976–78). A gimnáziumok II. osztálya számára társszerzőként szerves kémiai tankönyvet írt (1978), Számos kémiát népszerűsítő cikke, valamint a Változatok négy elemre című kétkötetes könyve (1984) bizonyítja, hogy szívügyének tekintette a tudományos ismeretterjesztést is.

## Kajtár Márton-díj
Az 1995-ben közadakozásból létesített Kajtár Márton Alapítvány a két évenként tartott emlékülésein Kajtár Márton-díjban részesít egy-egy olyan diplomamunkást, doktoranduszt és fiatal kutatót, akik szerkezetkutatói témájuk művelésében figyelemreméltó eredményeket értek el. Kajtár Márton-emléklapot sikeresen működő középiskolai kémiatanár kaphat. Az Alapítvány Kajtár Márton-emlékéremmel kiváló professzorok érdemeit ismeri el. A Kutató Tanárok Országos Szövetsége 2007 óta Kajtár Márton-emlékjutalmat ad át az adott évben legeredményesebben működő kémiatanárnak.

## Főbb publikációi
- Synthesen des immunspezifischen Haptens der natürlichen Poly-D-glutaminsäure der Anthrax-subtilis-Bazillengruppe (társszerző, 1955).
- A természetes polyglutaminsavak szerkezetének igazolása szintézis útján (PhD disszertáció, 1959).
- The optical rotatory dispersion of gamma-linked oligo- and polypeptides of glutamic acid (társszerző, 1966).
- Sztereoizomer gamma-polyglutaminsavak és glutaminsav gamma-oligopeptidek szintézise- CSc disszertáció, 1967).
- Circular dichroism of cyclo-gamma-oligoglutamic acid (társszerző, 1971).
- Synthesis and absolute configuration of three isomeric spiro-bis(2-pyrrolidinones) (társszerző, 1982).
- A kiroptikai spektroszkópia alkalmazása a szerkezetkutatásban (DSc disszertáció, 1986).
- Chiroptical properties and solution conformations of protected endothiopeptide esters (társszerző, 1986).
- Topology of selected peptide conformational potential energy surfaces (társszerző, 1991).

## Ismeretterjesztő tevékenysége
- A cirkuláris dikroizmus metodika felhasználása biológiai molekulák vizsgálatában (1972).
- Térszerkezeti problémák vizsgálata kiroptikai módszerekkel (1975).
- Mit vár a gyakorló vegyész a kvantumkémiától? (1975).
- Egy egyszerű kvantumkémiai közelítő módszer (1977).
- Változatok négy elemre, I-II. (Gondolat Kiadó, 1984, Eötvös Kiadó, 2009).